# Hirasea insignis
Hirasea insignis is een slak uit de familie van de Endodontidae. De soort is endemisch in Japan.